# Домейн
Домейн (на английски: domain – област, владение) е част от йерархическото пространство на глобалната интернет мрежа, която има собствено уникално име (име на домейн), което трябва да отговаря на определени изисквания. За да бъде заредена определена уеб страница, домейн името се изписва в полето на браузъра. Регистрацията на домейн става след проверка в търсачка за домейни дали името е свободно. Ако потребителят вече има съществуващо домейн име, то може да бъде трансферирано към различни хостинг компании.
Целта на домейн имената е да се означат ресурси или услуги в онлайн пространството, които имат собствено уникално име, но трябва също да отговарят на определени изисквания. Зад името на домейна bg.wikipedia.org стои IP адреса 91.198.174.192, който е труден за запомняне. Затова всеки уеб сървър изисква сървър на DNS (Domain Name System), за да превежда имената на домейни в IP адреси. Чрез домейна става видим сайтът и прилежащите му имейл адреси от всеки компютър в интернет.
Разширенията като .com се наричат домейн от първо ниво или TLD. Други примери са: .org, .net, .bg и т.н. При регистрацията на домейн име трябва да се избере съответното TLD. То се влияе от съдържанието на сайта, предназначението му, аудиторията, локацията на посетителите и т.н. Всяко разширение има значение: .org е съкращение от organization (организация), .net от network (мрежа) и т.н. Едно и също домейн име може да се регистрира с различни разширения. Заявяването на едно разширение не дава правото върху всички останали разширения, т.е. всяко едно TLD се регистрира поотделно.
Името трябва да бъде уникално в рамките на един домейн, като пълното име се състои от имената на всички домейни, от които той е част, разделени с точки. Например, bg.wikipedia.org. (с точка в края) означава домейн от трето ниво bg, който влиза в домейна от второ ниво wikipedia, който влиза в домейна от първо ниво org, който влиза в коренния домейн. Името на домейна служи за адресация на възлите на интернет мрежата и на разположените по тях мрежови ресурси: (уебсайтове, пощенски и други сървъри и други услуги) в удобна форма за ползване от човека.
Съвкупността от имената на домейни от по-долно ниво, влизащи в обхвата на даден домейн, се нарича зона домейни. Например, зоната wikipedia.org. включва всички имена от трето ниво. Терминът „зона домейни“ се използва основно в техническата сфера, при настройка на DNS сървърите.
Хостинг компаниите предоставят бърз достъп от различни точки на света към домейн имената, превенция от кражба, защита на лични данни и предлагат контрол над всички компоненти на домейна.
Популярна практика е така наречената препродажба на домейн имена. При нея се регистрират домейни, за които се предполага, че имат по-голяма стойност, с идеята по-късно да се препродадат на по-висока цена от оригиналната.

## История на домейн имената
В края на 1985 г., имало само 6 регистрирани домейн имена в световен мащаб. Според последното проучване на VeriSign – компания предлагаща интернет услуги като регистрация на домейни, след първата четвъртина на 2019 г. общият брой на регистрирани домейни е достигнал 351,8 милиона.
1985: Първият регистриран .com домейн
На 15 март 1985 г., Symbolics Inc. – компания за производство на компютри в щата Масачусетс, САЩ, регистрира първия .com домейн в света.
1995: Регистрирането на домейн име вече не е безплатно
Преди 1995 г., всеки, който иска да регистрира собствено домейн име може да го направи напълно безплатно. Това се променило след като държавната агенция NSF (National Science Foundation) осигурила правото на технологичната компания Network Solutions да таксува всяка регистрация на домейн име. В онези времена цената на домейн име за период от две години достигала 100 щ.д.
1998: Приватизация на DNS и създаването на ICANN
През 1998 г., Министерството на търговията в САЩ изготвя предложение за приватизация на Domain Name System (DNS), която по това време е под контрола на Американското правителство. Документът, още познат като „Green Paper“, е създаден, за да се увеличи конкуренцията на пазара и да се поощри и подтикне навлизането на международни компании. Поради големия брой критики, които „Green Paper“ е получил, се наложило създаването на т.нар. „White Paper“, който да отговори на всички въпроси и притеснения, и основаването на ICANN – неправителствена организация поддържаща Световната мрежа, което включва регистрацията на IP адреси, поддържане на домейните от първо ниво, въвеждане на нови домейни и др.
2007: Най-скъпото домейн име
Най-скъпото домейн име, продадено през 2007 г., е VacationRentals.com, което е било закупено за скромната сума от 35 милиона щатски долара. По-интересното е причината, поради която е било закупено – Ben Sharples, купувачът на VacationRentals.com, е регистрирал домейн името, само за да не позволи то да попадне в ръцете на неговите конкуренти – Expedia.
Към днешна дата рекордът за най-скъпо домейн име се държи от Cars.com – продадено за 872 000 000 щатски долара.
2012: Потребител регистрира 14 962 домейн имена в рамките на 24 часа
Близо 15 хиляди домейн имена биват регистрирани в рамките на 24 часа от мъж на име Mike Mann.
2013: Краят четирибуквените .com домейн имена
В края на 2013 г., WHOApi – компания за анализи на домейн имена, публикува информация, която гласи, че всички четирибуквени комбинации използващи .com домейна са били регистрирани. Това включва всичко от AAAA.com до ZZZZ.com, както и още 456 974 комбинации.
2014: Добавяне на нови 100 gTLDs
Generic top-level domains (gTLDs) са широко разпространени и лесно разпознаваеми от всички интернет потребители – .com, .org, .net. През 2014 година бяха добавени нови 100 разширения, които да предоставят нови възможности за регистриране на уеб сайт. Вече освен основните домейн разширения, всички потребители могат да регистрират сайт с .cars или .music разширение.

## Технически аспект
Домейните са измислени основно за удобство на хората, тъй като се помнят лесно. За преобразуването на името на домейн в IP адрес, (което е важно за софтуера) и обратно служи системата DNS.
Тази система се състои от йерархична структура от DNS сървъри, всеки от които отговаря за една или няколко зони на домейни и отговаря на заявките, касаещи тази зона, а също така и от DNS резолвери, които отговарят на заявки за всякакви зони. Често една и съща програма съвместява функциите на държател на зоната и на резолвер; например, такъв е популярният DNS сървър BIND (Berkeley Internet Name Domain).
За осигуряване на уникалността и защита правата на собствениците им имената на домейни от 1-во и 2-ро ниво (в отделни случаи и 3-то) могат да бъдат използвани единствено след като се регистрират. Регистрацията на домейни се осъществява от упълномощени за това Регистратори. Сведенията за собственика (администратора) на регистрираните имена на домейни са общодостъпни. Те могат да се научат чрез услугата whois. Някои регистратори предоставят възможността тази информация да се скрие.

## Какво представляват домейните от първо ниво (top-level domains)
TLD (top-level domain) или домейн от първо ниво е разширението след точката на всяко домейн име – .org, .com, .net, .us и т.н.
Изборът на TLD е важна стъпка при регистрирането на домейн име като всяко едно от има съответен смисъл – .org (organization), .net (network), .de (Deutschland). Важно е да изберете възможно най-релевантно домейн разширение спрямо предназначението на сайта ви, неговата целева аудитория или географска локация.
Друга важна стъпка преди регистрацията на домейн име е да се провери дали съответното разширение е свободно.
Регистриране на едно и също домейн име в различни TLD зони
Всеки потребител може да регистрира едно и също домейн име с различни разширения. Важно е да се отбележи, че регистрирането на едно домейн име, не дава правото върху този домейн с всички останали домейн разширения. Ако даден потребител има домейн mycompany.com и иска да получи правата върху всички по-известни домейн разширени – .org, .net, .info и т.н., то той трябва да регистрира всички домейни по отделно.
Видове Top-level Домейни
Infrastructure top-level domain (ARPA) – тази група се състои само от едно разширение – .arpa. Това разширение се използва само за цели на техническата инфраструктура и не може да бъде инсталирано от всички интернет потребители.
Generic top-level domains (gTLD) – generic или общите домейн разширения са най-често срещаните и използваните от потребителите. gTLD включват в себе си .com, .net, .org, както и много други свободни за регистрация домейн разширения.
Geographic gTLD (GeoTLD) – GeoTLD са част от общите домейн разширения от първо ниво. Разликата е, че носят името и се асоциират с дадена географска локация, етническа или културна общност. Такъв тип разширения са – .london, .uk, .cat (каталунски език и култура) и др.
Sponsored top-level domains (sTLD) – Това са спонсорирани домейн разширения, които се предоставят на частни организации. Често се използват за обществени цели. Примери за такива разширения са: .jobs, .mobi, .asia.
Brand TLD – Тези разширения носят името на бранда, като например: .youtube и .android.
Country-code top-level domains (ccTLD) – Тези разширения обвързват даден уеб сайт с определена държава. ccTLD разширенията задължително се състоят от две букви – .bg, .us, .uk, .de.

## Регистрация
Управлението на домейн разширенията се извършва от организации, наречени регистратори. Тази отговорност им е дадена от ICAAN (Internet Corporation for Assigned Names and Numbers), която е неправителствена организация, поддържаща интернет, което включва регистрацията на IP адреси, поддържане на домейните от първо ниво, въвеждане на нови домейни и др.
Регистрацията на домейн име е процедура, при която собственик на уеб сайт закупува домейн име от регистратор на домейн имена. Към Шаблон:Коя, броят на регистрираните домейн имена надхвърля 350 милиона. Това прави изключително трудно регистрирането на общи домейн имена като cars.com, beautysalon.eu и т.н. Същевременно, пазарът на домейн имена и конкуренцията е доста голяма, което предоставя големи възможности за потребителите.
Процесът на регистриране на домейн име включва избора на регистратор, търсене дали избраното от домейн име е свободно и при успех трябва да се избере и периода на закупуването на избрания домейн. В случай, че избраното от потребителя домейн име е заето, то може да се регистрира същия домейн с различно разширение.

## Бизнес с домейни
С развитието на интернет особена ценност придобиват някои много търсени имена на домейни. Общият брой на регистрирани домейни приближава 200 милиона и е много трудно да се подбере свободно, красиво и кратко име на домейн. Образувал се е пазар за покупко-продажба на имена на домейни. Най-активни на него са компании, които регистрират имена на домейни, купуват и продават имена на домейни на вторичен пазар, предлагат реклама на регистрираните домейни, хостинг услуги, юридически услуги и др. Около 30% процента от уебсайтовете не съдържат никаква информация и съществуват само за продажба на реклама.
Например, по време на нахлуването в Ирак милиони хора набирали в браузъра си адреса iraq.com за да узнаят последните новини за войната и с удивление установявали, че в сайта има единствено реклама и никаква друга информация. Този домейн продава рекламно място и носи на собственика си печалба. Затова подобни домейни имат надути цени и се счита за отлична инвестиция.
Друг пример е домейнът business.com. Хиляди компании биха искали да го притежават и той бил закупен за 360 милиона щатски долара.
Като пример от миналото може да се посочи и домейна wikipedia.bg, който първоначално е бил регистриран от лице, което не е имало общо с Фондация Уикимедия, и се е ползвал за комерсиални цели.
В днешно време съществуват редица глобални сайтове като Name.com, така и регионални като Domeinite.com, които специализират изключително в бизнес с домейни.

## Юридически аспект
В ранните времена на интернет системата от имена на домейни беше само едно по-удобна, лесно запомняща се форма на адресация. С развитието на мрежите и с влагането на значителни средства в електронната търговия имената на домейни придобиха добавена стойност. Както и всяко имущество, те започнаха да се нуждаят от защита.
В днешно време почти във всички страни името на домейн се разглежда като средство за индивидуализация и обект на интелектуална собственост. То може да бъде обект на търговски сделки и да влиза в състава на нематериалните активи на предприятието.

## Видове имена на домейни

### Международни домейни (gTLD)
Така наречените общи домейни от първо ниво се управляват от организацията ICANN.

### Национални домейни (ccTLD)
Националните домейни са също домейни от първо ниво, но с код за страната. Управлението им е делегирано на съответните национални регистратори, които определят правилата за регистрация или самостоятелно, или според указанията на съответното правителство. Управляваща организация е IANA.

### Резервирани имена на домейни
Документ RFC 2606 (Reserved Top Level DNS Names – Резервирани имена на домейни от най-горно ниво) определя имената на домейни, които следва да се използват като примери (например, в документация), а също и за тестване. Освен домейните от второ ниво example.org, example.net и example.com, в тази група влизат и .test, .invalid и др.